# Алексі Клод Клеро
Алексі Клод Клеро (фр. Alexis Claude Clairaut або Clairault; 7 травня 1713, Париж, — 17 травня 1765, там само) — французький математик, геометр, астроном і геодезист, член Паризької Академії (1731), іноземний почесний член Петербурзької Академії Наук (1754).

## Життєпис
Клеро народився в сім'ї паризького викладача математики. Вже у віці дванадцяти років він вразив паризьких академіків своєю роботою про деякі криві четвертого порядку, і вони влаштували Клеро цілий іспит, щоб переконатися в його авторстві. Іспит Клеро витримав.
У 1729 16-річний Клеро представив тій же академії новий трактат: «Дослідження про криві двоякої кривини» (тобто просторових кривих). Ця книга започаткувала одразу три геометричні дисципліни: аналітичну геометрію в просторі (Декарт займався плоскими кривими), диференціальну геометрію та нарисну геометрію.
Шефство над юним даруванням взяв П'єр Луї де Мопертюї, який відвіз Клеро в Базель слухати лекції Йоганна Бернуллі. Після повернення (1731) вісімнадцятирічний Клеро був обраний членом (ад'юнктом) Паризької академії — безпрецедентний випадок в історії Академії. У 25 років став її дійсним членом.
У ці роки Академія вирішила покласти край тривалим суперечкам про те, чи сплющена наша планета (як доводив Ісаак Ньютон) або, навпаки, витягнута біля полюсів на зразок лимона, як це виходило з робіт Жана Пікара і Джованні Доменіко Кассіні. Для проведення вимірювань довжини градуса меридіана були організовані експедиції (1735—1737 роки) в Перу і Лапландію. Клеро взяв участь у лапландський експедиції (1736), разом з Мопертюї. Вимірювання підтвердили точку зору Ньютона: Земля стиснута в полюсів, коефіцієнт стиснення, за сучасними даними, дорівнює 1/298,25 (Ньютон передбачив 1/230).
В 1741 була організована ще одна експедиція з тією ж метою, і теж за участі Клеро. Після повернення Клеро написав класичну монографію «Теорія фігури Землі, витягнутої з принципів Паскаля» (1743). Ейлер писав про цю роботу:
|  | Книга Клеро є твір незрівнянний як щодо глибоких і складних питань, які в ній розглядаються, так і щодо того зручного і легкого способу, за допомогою якого йому вдається аж зовсім ясно і чітко викласти предмети найпіднесеніші |

Клеро несподівано помер у віці 52 років в Парижі, 17 травня 1765.

## Науковий внесок

### Математика
У математичному аналізі Клеро ввів поняття криволінійного інтеграла (1743), повного диференціалу, а також загального і особливого рішення диференціальних рівнянь 1-го порядку (1736).
Не можна не відзначити також, що Клеро підготував блискучі підручники «Начала геометрії» і «Начала алгебри».

### Астрономія і геодезія
Величезні заслуги Клеро в механіці і особливо в утвердженні системи Ньютона, яка навіть в середині XVIII століття все ще мала на континенті чимало противників.
Основні труднощі модель Ньютона зустрічала в теорії руху Місяця. Розбіжності («нерівності») між видимим рухом місячного апогею і обчислення за законом всесвітнього тяжіння виявлялися настільки значними, що багато вчених, навіть такі, як Ейлер, Даламбер і сам Клеро, висловлювали сумніви в точності цього закону. За пропозицією Ейлера Петербурзька академія наук оголосила в 1749 свій перший науковий конкурс на наступну тему:
|  | Чи узгоджуються всі нерівності, які спостерігаються в русі Місяця, з теорією Ньютона? І яка справжня теорія всіх цих нерівностей, яка дозволила б точно визначити місце розташування Місяця для будь-якого часу? |

Саме в цей час Клеро знайшов дотепний спосіб наближеного розв'язку «задачі трьох тіл». У своїй теорії руху Місяця він уперше вирішив задачу про рух місячного перигею під впливом збурень з боку Сонця. Він уточнив свої колишні обчислення, і вони з високою точністю збіглися з останніми результатами спостережень. На підставі відгуків Ейлера книга Клеро «Теорія Місяця, виведена з єдиного начала притягання, обернено пропорційного квадрату відстані», була заслужено визнана гідною премії (1751).
Незабаром небесну механіку чекав новий тріумф. Вже Галлей зрозумів, що комети, які спостерігалися в 1607 і 1682 роках — це одна й та сама комета, що отримала ім'я Галлея. Наступна поява цієї комети очікувалася на початку 1758. Однак Клеро, вперше застосувавши чисельні методи інтегрування для обчислення з урахуванням впливу Юпітера й Сатурна, передбачив (восени 1758), що комета з'явиться пізніше і пройде перигелій у квітні 1759. Він помилився всього на 31 день, показавши згодом, що помилку прогнозу можна було зменшити до 19 днів. Успіх цього прогнозу справив велике враження на сучасників. Ці роботи Клеро були знов відзначені премією Петербурзької АН (1762).
Клеро довів ряд фундаментальних для вищої геодезії теорем. Крім згаданої особистої участі в градусному вимірі в Лапландії (1736—1787), Клеро визначив співвідношення між силою тяжіння і стисненням Землі, відомого під назвою «теореми Клеро» і дав можливість визначати стиснення Землі незалежно від градусних вимірювань, зі спостережень над хитанням маятника в різних місцях земної поверхні. Тим самим були закладені основи нового напряму науки — гравіметрії.
У механіці він створив динамічну теорію відносного руху.
Клеро також далеко розвинув слідом за Ньютоном і Маклореном теорію фігур рівноваги рідкої маси. У книзі «Теорія фігури Землі, заснована на початках гідростатики» (1743) Клеро детально розглянув умови рівноваги рідких мас, що оберталися, і питання про відповідні конфігурації планет.

## Головні твори Клеро
- «Théorie de la figure de la Terre» (Теорія форми Землі)
- «Théorie de la Lune» (Теорія руху Місяця)
- «Tables de la Lune»
- «Théorie du mouvement des comètes» (Теорія руху комет)

1. ↑  VIAF — [Dublin, Ohio]: OCLC, 2003.
2. 1 2 3  http://www.clairaut.com/n18mai1765po2pf.html
3. ↑  http://classes.bnf.fr/pdf/Chatelet.pdf
4. ↑  Математичний генеалогічний проєкт — 1997.
5. ↑  https://collections.royalsociety.org/Dserve.exe?dsqIni=Dserve.ini&dsqApp=Archive&dsqDb=Persons&dsqSearch=Code==%27NA8170%27&dsqCmd=Show.tcl
6. ↑  https://www.academie-sciences.fr/fr/Notes-biographiques/vie-alexis-clairaut.html
7. ↑  https://www.bbaw.de/die-akademie/akademie-historische-aspekte/mitglieder-historisch/historisches-mitglied-alexis-claude-clairaut-471